# Высшая лига КВН 2013
Сезон Высшей лиги КВН 2013 года — 27-й сезон с возрождения телевизионного КВН в 1986 году.
Сезон прошёл по схеме, принятой в 2011 году, но с одним изменением: после двух полуфиналов играется третий — утешительный. Таким образом этот сезон установил новый рекорд по количеству игр — их в нём было 11. Утешительный полуфинал прошёл по схеме, аналогичной игре 2009 года, когда в рамках Спецпроекта за выход в финал сыграли проигравшие в полуфиналах команды.
В сезоне участвовали девять новых команд, среди которых выпускники Первой лиги; пять команд-финалистов Премьер-лиги, включая чемпиона — «Сборную Физтеха»; и команда «Одесские мансы», попавшая в Высшую лигу напрямую из Краснодарской лиги. Среди одиннадцати «ветеранов» три команды сыграли свой четвёртый сезон в Высшей лиге, это — Сборная Чеченской республики, сборная Днепропетровской области «Днепр» и команда МГИМО «Парапапарам». В сезон также решили пойти вице-чемпионы «ГородЪ ПятигорскЪ», несмотря на то, что, как и МГИМО, и читинская команда «Гураны», в разных интервью заявляли, что сезон 2012 для них — последний. Пятигорчане стали первыми, кто после двух финалов Высшей лиги подряд не пропустил сезон.
Также в сезон 2013 были приглашены вице-чемпионы Высшей лиги 2012 — «Факультет журналистики» и бронзовые медалисты — «Раисы»; «Сборная Камызякского края по КВНу», дошедшая в предыдущем сезоне до полуфинала; и четвертьфиналисты — «КемБридж» и «Ананас». После одного пропущенного сезона в Высшую лигу вернулись дважды полуфиналисты — «Кефир».
Перед сезоном, на фестивале «КиВиН 2013» в Сочи, две команды Высшей лиги представили новых участников. Команда «Ананас» усилилась актёрами Дарьей Чепасовой и Владимиром Фёдоровым из челябинского «Бомонда» (прекратившего своё существование). Тем временем, за команду «Кефир» выступала Евгения Фреймане из «Рижских готов». Свой новый проект представила и Сборная БГУ, к которой присоединились три участника предыдущей команды «Минское море»: Дмитрий Крепчук, Станислав Сырский и Алёна Корниенко. В команде «Раисы» тоже появилась новая актриса — Ксения Корнева из команды КВН «Бюст Ленина».
В сезоне 2013 впервые в Высшей лиге сыграла команда КВН из Кыргызстана, после того как бишкекская «Азия MIX» стала чемпионом Первой лиги в Минске, и по итогам фестиваля в Сочи была приглашена в главную лигу Клуба. Кроме команды из Бишкека, в 2013 году впервые в играх Высшей лиги приняли участие команды из Сургута, Ростова-на-Дону и Долгопрудного. Также, сезон 2013 был первым за десять лет, в котором Москву представляла только одна команда.
В 2013 году впервые до полуфинала Высшей лиги были допущены 10 команд, но только две из них попали в финал напрямую. В первой игре победу одержал московский «Парапапарам», уже игравший в финале в 2011 году, а во второй игре победа досталась «Городу Пятигорску», который таким образом стал первой командой, дошедшей до финала в трёх сезонах подряд. Победа в утешительном полуфинале, а вместе с ней и переходящий Кубок мэра Москвы, досталась «Сборной Камызякского края». Дополнительно в финал была также приглашена команда «Днепр», ставшая первой украинской командой, попавшей в финал Высшей лиги с 1997 года. Третий финал оказался удачным для пятигорской команды, и она стала чемпионом сезона 2013 года.

## Состав
Для участия в сезоне были приглашены следующие 20 команд КВН:
1. Одесские мансы (Одесса) — чемпионы Краснодарской лиги и Первой украинской лиги
2. Команда КВН БГУ (Минск) — полуфиналисты Первой лиги
3. Борцы (Сургут) — финалисты Первой лиги, выступали под названием «Сборная СНГ по вольной борьбе»
4. Азия MIX (Бишкек) — чемпионы Первой лиги
5. Краснодар — Сочи (Краснодар — Сочи) — финалисты Премьер-лиги
6. Евразы (Ростов-на-Дону) — финалисты Премьер-лиги (под названием «Сборная Евразийского института»)
7. Плохая компания (Красноярск) — финалисты Премьер-лиги
8. Союз (Тюмень) — вице-чемпионы Премьер-лиги
9. Сборная Физтеха (Долгопрудный) — чемпионы Премьер-лиги
10. Гураны (Чита) — третий сезон в Высшей лиге
11. Ананас (Вязьма) — второй сезон в Высшей Лиге
12. КемБридж (Кемерово) — второй сезон в Высшей лиге
13. Сборная Камызякского края (Астрахань) — второй сезон в Высшей лиге
14. Сборная Чечни (Грозный) — четвёртый сезон в Высшей лиге
15. Днепр (Днепропетровск) — четвёртый сезон в Высшей лиге, чемпионы Высшей украинской лиги
16. Кефир (Нягань) — третий сезон в Высшей лиге
17. Раисы (Иркутск) — второй сезон в Высшей лиге
18. Факультет журналистики (Санкт-Петербург) — второй сезон в Высшей лиге
19. Парапапарам (Москва) — четвёртый сезон в Высшей лиге
20. ГородЪ ПятигорскЪ (Пятигорск) — третий сезон в Высшей лиге

Чемпионом сезона стала команда КВН «ГородЪ ПятигорскЪ».

## Игры

### ⅛ финала
Первая ⅛ финала
- Дата игры: 17 февраля
- Тема игры: Север
- Команды: Днепр (Днепропетровск), Сборная СНГ по вольной борьбе (Сургут), Ананас (Вязьма), Команда КВН БГУ (Минск), Сборная Камызякского края (Астрахань)
- Жюри: Валдис Пельш, Дмитрий Нагиев, Константин Эрнст, Гарик Сукачёв, Михаил Ефремов, Юлий Гусман
- Конкурсы: Приветствие («Абсолютный ноль»), Триатлон («Снежки»), Музыкальное домашнее задание («Северное сияние»)

| Команда         | Приветствие | Триатлон | общий | МДЗ | Итого |
| --------------- | ----------- | -------- | ----- | --- | ----- |
| Днепр           | 4,3         | 0,8      | 5,1   | 5   | 10,1  |
| Борцы           | 5           | 0,9      | 5,9   | 5,3 | 11,2  |
| Ананас          | 4,3         | 0,6      | 4,9   | 4,8 | 9,7   |
| Команда КВН БГУ | 4,5         | 0,7      | 5,2   | 4,8 | 10    |
| Камызяк         | 5           | 1        | 6     | 5,5 | 11,5  |

Результат игры:
1. Сборная Камызякского края
2. Сборная СНГ по вольной борьбе
3. Днепр
4. Команда КВН БГУ
5. Ананас

- Игры 1/8-й финала были посвящены общей теме «Стороны света».
- Дмитрий Крепчук из БГУ и Ольга Абрамчук из «Ананаса» до 2009 года играли вместе в команде «Принцип БГУ».
- В рамках домашнего задания команда «Днепр» показала номер «Холодильник „Север“» (из серии номеров про Игоря и Лену).
- «Сборная Камызякского края» вместо очередного «заседания в Камызякском суде» показала на этой игре первый номер из серии «обход в камызякской районной поликлинике».
- На этой игре «Сборная СНГ по вольной борьбе» показала домашнее задание про кафе-бар «Северное сияние».

Вторая ⅛ финала
- Дата игры: 26 февраля
- Тема игры: Юг
- Команды: Азия MIX (Бишкек), Евразы (Ростов-на-Дону), Сборная Физтеха (Долгопрудный), Кефир (Нягань), ГородЪ ПятигорскЪ (Пятигорск)
- Жюри: Михаил Галустян, Валдис Пельш, Дмитрий Нагиев, Гарик Сукачёв, Михаил Ефремов, Юлий Гусман
- Конкурсы: Приветствие («Дорога к югу»), Триатлон («Экватор»), Музыкальное домашнее задание («Дикий отдых»)

| Команда           | Приветствие | Триатлон | общий | МДЗ | Итого |
| ----------------- | ----------- | -------- | ----- | --- | ----- |
| Азия MIX          | 4,5         | 1        | 5,5   | 5,2 | 10,7  |
| Евразы            | 4,3         | 0,9      | 5,2   | 4,8 | 10    |
| Сборная Физтеха   | 5           | 0,8      | 5,8   | 5,3 | 11,1  |
| Кефир             | 5           | 0,7      | 5,7   | 5   | 10,7  |
| ГородЪ ПятигорскЪ | 5           | 0,6      | 5,6   | 5,7 | 11,3  |

Результат игры:
1. ГородЪ ПятигорскЪ
2. Сборная Физтеха
3. Азия MIX; Кефир
4. Евразы

- В домашнем задании команды из Бишкека приняла участие уроженка этого города, Светлана «Ая» Назаренко из группы «Город 312».
- На этой игре «ГородЪ ПятигорскЪ» показали пародию на фильм «Кавказская пленница».

Третья ⅛ финала
- Дата игры: 3 марта
- Тема игры: Запад
- Команды: КемБридж (Кемерово), Гураны (Чита), Раисы (Иркутск), Плохая компания (Красноярск), Факультет журналистики (Санкт-Петербург)
- Жюри: Михаил Галустян, Валдис Пельш, Константин Эрнст, Игорь Верник, Михаил Ефремов, Юлий Гусман
- Конкурсы: Приветствие («Западные ценности»), Триатлон («Западные тенденции»), Музыкальное домашнее задание («Дикий, дикий запад»)

| Команда                | Приветствие | Триатлон | общий | МДЗ | Итого |
| ---------------------- | ----------- | -------- | ----- | --- | ----- |
| КемБридж               | 4,5         | 0,9      | 5,4   | 4,7 | 10,1  |
| Гураны                 | 4           | 0,6      | 4,6   | 4,7 | 9,3   |
| Раисы                  | 5           | 0,7      | 5,7   | 5,8 | 11,5  |
| Плохая компания        | 5           | 1        | 6     | 5,8 | 11,8  |
| Факультет журналистики | 4,7         | 0,8      | 5,5   | 5,7 | 11,2  |

Результат игры:
1. Плохая компания
2. Раисы
3. Факультет журналистики
4. КемБридж
5. Гураны

- На этой игре «Факультет журналистики» показал домашнее задание «Невошедшее в церемонию вручения премии „Оскар“».
- «Гураны» стали второй командой, после «Ботанического сада», проигравшей три раза на этапе 1/8-й финала Высшей лиги; и первой командой, сыгравшей более двух сезонов и ни разу не прошедшей в четвертьфинал.

Четвёртая ⅛ финала
- Дата игры: 11 марта
- Тема игры: Восток
- Команды: Парапапарам (Москва), Краснодар – Сочи (Краснодар – Сочи), Союз (Тюмень), Сборная Чечни (Грозный), Одесские мансы (Одесса)
- Жюри: Валдис Пельш, Дмитрий Нагиев, Константин Эрнст, Игорь Верник, Андрей Макаревич, Юлий Гусман
- Конкурсы: Приветствие («Восток – дело тонкое»), Триатлон («Восточная мудрость»), Музыкальное домашнее задание («Восточные сказки»)

| Команда          | Приветствие | Триатлон | общий | МДЗ | Итого |
| ---------------- | ----------- | -------- | ----- | --- | ----- |
| Парапапарам      | 4,8         | 0,6      | 5,4   | 5,7 | 11,1  |
| Краснодар – Сочи | 3,8         | 0,7      | 4,5   | 4,5 | 9     |
| Союз             | 4,8         | 1        | 5,8   | 6   | 11,8  |
| Сборная Чечни    | 4,7         | 0,8      | 5,5   | 4,8 | 10,3  |
| Одесские мансы   | 4,5         | 1        | 5,5   | 5,2 | 10,7  |

Результат игры:
1. Союз
2. Парапапарам
3. Одесские мансы
4. Сборная Чечни
5. Краснодар — Сочи

- «Союз» — единственная команда, получившая в 1/8-й финала максимальную оценку, 6 баллов, за домашнее задание.
- В своём домашнем задании команда «Союз» показала номер «Социальная рок-опера» («God Knows»).

Дополнительно в четвертьфинал члены жюри добрали следующие команды: КемБридж (третья игра) и Сборная Чечни (четвёртая игра).

### Четвертьфинал
Первый четвертьфинал
- Дата игры: 15 апреля
- Тема игры: Вера
- Команды: ГородЪ ПятигорскЪ (Пятигорск), Союз (Тюмень), Факультет журналистики (Санкт-Петербург), Азия MIX (Бишкек), КемБридж (Кемерово)
- Жюри: Леонид Якубович, Михаил Галустян, Константин Эрнст, Лариса Гузеева, Андрей Макаревич, Юлий Гусман
- Конкурсы: Приветствие («Поверь в мечту»), Биатлон («Вера в себя»), СТЭМ («Невероятная история»), Музыкальный номер («Доверяй, но проверяй»)

| Команда                | Приветствие | Биатлон | общий | СТЭМ | общий | Муз. номер | Итого |
| ---------------------- | ----------- | ------- | ----- | ---- | ----- | ---------- | ----- |
| ГородЪ ПятигорскЪ      | 5           | 0,8     | 5,8   | 4    | 9,8   | 4          | 13,8  |
| Союз                   | 4,2         | 0,2     | 4,4   | 3,5  | 7,9   | 3,5        | 11,4  |
| Факультет журналистики | 4,3         | 0,6     | 4,9   | 4    | 8,9   | 4          | 12,9  |
| Азия MIX               | 4,7         | 0,4     | 5,1   | 3,3  | 8,4   | 3,5        | 11,9  |
| КемБридж               | 5           | 1       | 6     | 4    | 10    | 4          | 14    |

Результат игры:
1. КемБридж
2. ГородЪ ПятигорскЪ
3. Факультет журналистики
4. Азия MIX
5. Союз

- «КемБридж» — восьмая команда, набравшая максимум за игру в Высшей лиге.
- В приветствии команда «КемБридж» показала номер «Кастинг на роль Паспарту».
- Также, в приветствии кемеровчан принял участие Сергей Крылов.
- Команда «Кембридж» в этой игре обыграла трёх будущих чемпионов и одного действующего вице-чемпиона Высшей лиги.

Второй четвертьфинал
- Дата игры: 19 апреля
- Тема игры: Надежда
- Команды: Сборная Камызякского края (Астрахань), Сборная СНГ по вольной борьбе (Сургут), Кефир (Нягань), Сборная Физтеха (Долгопрудный), Одесские мансы (Одесса)
- Жюри: Валдис Пельш, Дмитрий Нагиев, Константин Эрнст, Михаил Галустян, Михаил Ефремов, Юлий Гусман
- Конкурсы: Приветствие («Надежда на завтра»), Биатлон («Надежда и опора»), СТЭМ («Надёжный человек»), Музыкальный номер («Ветер надежды»)

| Команда         | Приветствие | Биатлон | общий | СТЭМ | общий | Муз. номер | Итого |
| --------------- | ----------- | ------- | ----- | ---- | ----- | ---------- | ----- |
| Камызяк         | 5           | 1       | 6     | 3,5  | 9,5   | 3,7        | 13,2  |
| Борцы           | 4,8         | 0,8     | 5,6   | 3,7  | 9,3   | 3,7        | 13    |
| Кефир           | 4,5         | 0,6     | 5,1   | 3    | 8,1   | 3,5        | 11,6  |
| Сборная Физтеха | 4,3         | 0,4     | 4,7   | 3    | 7,7   | 4          | 11,7  |
| Одесские мансы  | 4,3         | 0,2     | 4,5   | 4    | 8,5   | 3,8        | 12,3  |

Результат игры:
1. Сборная Камызякского края
2. Сборная СНГ по вольной борьбе
3. Одесские мансы
4. Сборная Физтеха
5. Кефир

- На этой игре «Сборная СНГ по вольной борьбе» показала СТЭМ про борцовский театр «БХАТ», а в музыкальном номере выступила с борцовским рэпом (под мелодию Eminem — Lose Yourself).
- «Одесские мансы» на этой игре показали СТЭМ «надёжный человек в мэрии».
- Одесситы завершили эту игру «Песней об одесском настроении».

Третий четвертьфинал
- Дата игры: 26 апреля
- Тема игры: Любовь
- Команды: Плохая компания (Красноярск), Парапапарам (Москва), Днепр (Днепропетровск), Раисы (Иркутск), Сборная Чечни (Грозный)
- Жюри: Валдис Пельш, Игорь Верник, Константин Эрнст, Михаил Галустян, Михаил Ефремов, Юлий Гусман
- Конкурсы: Приветствие («Любимый город»), Биатлон («Высшая ценность»), СТЭМ («Любовь зла»), Музыкальный номер («Любви все возрасты покорны»)

| Команда         | Приветствие | Биатлон | общий | СТЭМ | общий | Муз. номер | Итого |
| --------------- | ----------- | ------- | ----- | ---- | ----- | ---------- | ----- |
| Плохая компания | 4,2         | 0,2     | 4,4   | 3,5  | 7,9   | 3,8        | 11,7  |
| Парапапарам     | 5           | 1       | 6     | 3,7  | 9,7   | 4          | 13,7  |
| Днепр           | 4,8         | 0,6     | 5,4   | 4    | 9,4   | 4          | 13,4  |
| Раисы           | 4,8         | 0,8     | 5,6   | 3,8  | 9,4   | 4          | 13,4  |
| Сборная Чечни   | 4,5         | 0,4     | 4,9   | 3,8  | 8,7   | 3,8        | 12,5  |

Результат игры:
1. Парапапарам
2. Днепр; Раисы
3. Сборная Чечни
4. Плохая компания

- «Раисы» на этой игре показали мюзикл «Муха-Цокотуха», в котором сказка Корнея Чуковского представлена в разных музыкальных жанрах.
- «Днепр» показал на этой игре музыкальный номер о том, как Игорь забыл забрать Лену из роддома.

Дополнительно в полуфинал члены жюри добрали команду Одесские мансы (вторая игра). А. В. Масляков дополнительно добрал следующие команды: Факультет журналистики (первая игра) и Сборная Физтеха (вторая игра).

### Полуфинал
Первый полуфинал
- Дата игры: 4 октября
- Тема игры: Небо
- Команды: КемБридж (Кемерово), Парапапарам (Москва), Сборная СНГ по вольной борьбе (Сургут), Сборная Камызякского края (Астрахань), Одесские мансы (Одесса)
- Жюри: Валдис Пельш, Дмитрий Нагиев, Игорь Верник, Константин Эрнст, Михаил Ефремов, Юлий Гусман
- Конкурсы: Приветствие («В небе над…»), Разминка («Витание в облаках»), СТЭМ (со звездой) («На седьмом небе от…»), Конкурс одной песни («Дорога в небеса»)

| Команда        | Приветствие | Разминка | общий | СТЭМ | общий | КОП | Итого |
| -------------- | ----------- | -------- | ----- | ---- | ----- | --- | ----- |
| КемБридж       | 4,2         | 3,8      | 8     | 3,2  | 11,2  | 3,3 | 14,5  |
| Парапапарам    | 5           | 4,8      | 9,8   | 4    | 13,8  | 3,7 | 17,5  |
| Борцы          | 4,7         | 3,8      | 8,5   | 3    | 11,5  | 3,3 | 14,8  |
| Камызяк        | 5           | 4,2      | 9,2   | 4    | 13,2  | 4   | 17,2  |
| Одесские мансы | 4,3         | 4        | 8,3   | 3    | 11,3  | 4   | 15,3  |

Результат игры:
1. Парапапарам
2. Сборная Камызякского края
3. Одесские мансы
4. Сборная СНГ по вольной борьбе
5. КемБридж

- В финал прошла только команда «Парапапарам». Остальные могли попасть в финал, победив в утешительном полуфинале в рамках Спецпроекта.
- В конкурсе «СТЭМ со звездой» приняли участие: Одесса — Юрий Николаев, Кемерово — Андрей Свиридов, Астрахань — Александр Масляков-младший, Сургут — Виктор Рыбин, Москва — Игорь Касилов и Сергей Чванов («Новые русские бабки»).
- В приветствие команды «КемБридж» участвовали Виктор Логинов и Митя Фомин, однако их выход был вырезан из эфира.
- В конкурсе одной песни «Камызякские псы» спели песню о любви работницы миграционной службы и нелегала из Средней Азии.

Второй полуфинал
- Дата игры: 8 октября
- Тема игры: Земля
- Команды: Факультет журналистики (Санкт-Петербург), ГородЪ ПятигорскЪ (Пятигорск), Раисы (Иркутск), Днепр (Днепропетровск), Сборная Физтеха (Долгопрудный)
- Жюри: Валдис Пельш, Дмитрий Нагиев, Константин Эрнст, Михаил Ефремов, Юлий Гусман
- Конкурсы: Приветствие («Родная земля»), Разминка («Земельный вопрос»), СТЭМ (со звездой) («Земляки»), Конкурс одной песни («Земные радости»)

| Команда                | Приветствие | Разминка | общий | СТЭМ | общий | КОП | Итого |
| ---------------------- | ----------- | -------- | ----- | ---- | ----- | --- | ----- |
| Факультет журналистики | 4,4         | 4,2      | 8,6   | 3,6  | 12,2  | 3,2 | 15,4  |
| ГородЪ ПятигорскЪ      | 5           | 4,4      | 9,4   | 4    | 13,4  | 4   | 17,4  |
| Раисы                  | 4,8         | 3,6      | 8,4   | 3,2  | 11,6  | 3,8 | 15,4  |
| Днепр                  | 4,8         | 3,8      | 8,6   | 3,2  | 11,8  | 3,8 | 15,6  |
| Сборная Физтеха        | 5           | 5,4      | 10,4  | 3,2  | 13,6  | 3,2 | 16,8  |

Результат игры:
1. ГородЪ ПятигорскЪ
2. Сборная Физтеха
3. Днепр
4. Раисы; Факультет журналистики

- В финал прошла только команда «ГородЪ ПятигорскЪ». Остальные могли попасть в финал, победив в утешительном полуфинале в рамках Спецпроекта.
- В конкурсе «СТЭМ со звездой» приняли участие: Долгопрудный — Борис Бурда, Днепропетровск — Стас Костюшкин, Иркутск — Олег Газманов, Санкт-Петербург — Михаил Задорнов, Пятигорск — Лариса Долина.
- На этой игре «Раисы» показали конкурс одной песни «Гараж» (на мотив песни Desireless «Voyage, voyage»).
- Днепропетровцы в конкурсе одной песни спели песню о бывшей на мотив «Yesterday».

Восемь команд, не прошедших в финал, были приглашены на Кубок мэра Москвы, на котором разыгрывалась очередная путёвка в финал. Две команды — «Сборная СНГ по вольной борьбе» и «Факультет журналистики» отказались от участия.
Третий (утешительный) полуфинал — в рамках Спецпроекта «КВНу − 52»
- Дата игры: 9 ноября
- Тема игры: Кубок Москвы
- Команды: Сборная Камызякского края (Астрахань), Одесские мансы (Одесса), КемБридж (Кемерово), Сборная Физтеха (Долгопрудный), Днепр (Днепропетровск), Раисы (Иркутск)
- Жюри: Валдис Пельш, Дмитрий Нагиев, Константин Эрнст, Сергей Капков, Геннадий Хазанов, Юлий Гусман
- Конкурсы: Приветствие («Шагаем по Москве»), Биатлон («Городские новости»), Музыкальный номер («Московский бит»)

| Команда         | Приветствие | Биатлон | общий | Муз. номер | Итого |
| --------------- | ----------- | ------- | ----- | ---------- | ----- |
| Камызяк         | 5           | 0,9     | 5,9   | 4          | 9,9   |
| Одесские мансы  | 3,8         | 0,6     | 4,4   | 3,5        | 7,9   |
| КемБридж        | 4,3         | 0,7     | 5     | 3,5        | 8,5   |
| Сборная Физтеха | 5           | 1       | 6     | 3,5        | 9,5   |
| Днепр           | 4,3         | 0,8     | 5,1   | 4          | 9,1   |
| Раисы           | 4,2         | 0,5     | 4,7   | 3,8        | 8,5   |

Результат игры:
1. Сборная Камызякского края
2. Сборная Физтеха
3. Днепр
4. КемБридж; Раисы
5. Одесские мансы

- Это первая игра Высшей лиги в «Доме КВН».
- В финал прошла команда «Сборная Камызякского края», которая получила Кубок мэра Москвы.
- В приветствии «Сборной Камызякского края» был показан суд на Юлием Гусманом. Кроме самого Гусмана, в номере приняли участие: Дмитрий Кожома («Станция Спортивная»), Юлия Ахмедова («25-я»), Александр Мадич (Сборная Владивостока), Дмитрий Хрусталёв (Сборная Санкт-Петербурга), Эндрю Нджогу, Сангаджи Тарбаев (оба — РУДН), Дмитрий Шпеньков («Обычные люди»), Дмитрий Колчин («СОК»), Николай Архипенко (Сборная Краснодарского края), Теймураз Тания («Нарты из Абхазии») и Иван Абрамов («Парапапарам»).
- Игру открыла своим выступлением Сборная МФЮА (Москва — Волгоград) с заявкой на участие в следующем сезоне (в качестве чемпионов Премьер-лиги).
- Впервые с 2001 года в игре Высшей лиги встретились две украинские команды.
- На этой игре «Камызяки» показали очередной музыкальный номер в образе «Камызякских псов», на этот раз про дискотеку в городе Камызяк.
- За конкурс одной песни был неверно подсчитан средний балл для команды «Одесские мансы» с отрицательной разницей в 0,2 балла[13][14], но это не повлияло на позицию команды в рейтинге.

Александр Масляков разрешил членам жюри добрать в финал ещё одну команду. Константин Эрнст пригласил в финал команду Днепр. Таким образом, впервые с 1997 года в финал Высшей лиги прошла украинская команда (если не считать выступление команды ХАИ в финале Турнира Десяти 2000).

### Финал
- Дата игры: 6 декабря
- Тема игры: Олимпийский Новый год
- Команды: Сборная Камызякского края (Астрахань), Днепр (Днепропетровск), ГородЪ ПятигорскЪ (Пятигорск), Парапапарам (Москва)
- Жюри: Валдис Пельш, Елена Исинбаева, Андрей Макаревич, Константин Эрнст, Александр Жуков, Михаил Ефремов, Юлий Гусман
- Конкурсы: Приветствие («Олимпийский фристайл»), Триатлон («Многоборье»), СТЭМ («В олимпийской деревне»), Конкурс одной песни («Финишная прямая»)

| Команда           | Приветствие | Триатлон | общий | СТЭМ | общий | КОП | Итого |
| ----------------- | ----------- | -------- | ----- | ---- | ----- | --- | ----- |
| Камызяк           | 4,6         | 0,7      | 5,3   | 3,9  | 9,2   | 4   | 13,2  |
| Днепр             | 4,6         | 1        | 5,6   | 3,7  | 9,3   | 3,9 | 13,2  |
| ГородЪ ПятигорскЪ | 4,6         | 0,8      | 5,4   | 4    | 9,4   | 4   | 13,4  |
| Парапапарам       | 5           | 0,9      | 5,9   | 3,1  | 9     | 4   | 13    |

Результат игры:
1. ГородЪ ПятигорскЪ
2. Сборная Камызякского края; Днепр
3. Парапапарам

Чемпионом сезона стала команда КВН «ГородЪ ПятигорскЪ».
- В приветствии «Камызяков» участвовали Евгений Меньшов и Ангелина Вовк.
- В приветствии Пятигорчан участвовали Алексей Немов, Ирина Слуцкая, Глеб Гальперин, Анжелика Тиманина и Анна Гавриленко.
- В приветствии команды «Парапапарам» участвовал Владимир Познер.
- В конце игры Константин Эрнст просто объявил, что выиграл Пятигорск, но Масляков всё-таки попросил членов жюри назвать оценки.
- Триатлон состоял из трёх частей: капитанский конкурс, разминка и биатлон. В капитанском конкурсе играли Игорь Ласточкин (Днепр), Ольга Картункова (Пятигорск), Иван Абрамов (МГИМО) и Азамат Мусагалиев (Камызяк). Ласточкин читал свой капитанский, стоя на голове.
- «Днепр» — первая украинская команда в финале Высшей лиги с 1997 года, и первый украинский вице-чемпион Высшей лиги с 1994 года.
- «ГородЪ ПятигорскЪ» — первая команда, сыгравшая три финала Высшей лиги подряд и первая команда-чемпион Высшей лиги, у которой капитан — женщина.
- Впервые с 2007 года среди финалистов не было дебютантов Высшей лиги.
- Все четыре финалиста объявили об уходе из Высшей лиги КВН в своих конкурсах одной песни, но позже, на фестивале в Сочи, «Сборная Камызякского края» заявила, что они всего лишь пропускают сезон и вернутся через год.

## Члены жюри
В сезоне 2013 игры Высшей лиги КВН судили 15 человек.
11 игр
- Юлий Гусман

10 игр
- Валдис Пельш
- Константин Эрнст

8 игр
- Михаил Ефремов

7 игр
- Дмитрий Нагиев

5 игр
- Михаил Галустян

4 игры
- Игорь Верник

3 игры
- Андрей Макаревич

2 игры
- Гарик Сукачёв

1 игра
- Лариса Гузеева
- Александр Жуков
- Елена Исинбаева
- Сергей Капков
- Геннадий Хазанов
- Леонид Якубович

## Видео
- Первая 1/8-я финала
- Вторая 1/8-я финала
- Третья 1/8-я финала
- Четвёртая 1/8-я финала
- Первый четвертьфинал
- Второй четвертьфинал
- Третий четвертьфинал
- Первый полуфинал
- Второй полуфинал
- Утешительный полуфинал
- Финал